# Patto di Losanna
Il Patto di Losanna è un manifesto cristiano promosso dalle organizzazioni cristiane evangeliche dal 16 al 25 luglio del 1974. Il documento è stato scritto e adottato da 2.700 rappresentanti religiosi di 150 nazioni riuniti a Losanna presso il Palais de Beaulieu per il primo Congresso Internazionale sull'Evangelizzazione del mondo.
L'obbiettivo principale del Congresso era di radunare i leader religiosi internazionali per mettere a punto una pianificazione strategica e rafforzare la comunione. 
Gli obiettivi finali erano i seguenti: 
- La nascita di una nuova determinazione a portare a termine il compito dell'evangelizzazione mondiale.
- Forgiare uno spirito di cooperazione tra i partecipanti per adempiere al compito.
- mettere a punto delle strategie per facilitare l'evangelizzazione mondiale.

Il documento originale è stato redatto in Lingua inglese e l'introduzione del manifesto è questa:
Ribadiamo la divina ispirazione, la veridicità e l'autorità dell'intera Scrittura, Antico e Nuovo Testamento, e continuiamo a ritenerla la sola Parola scritta di Dio che non presenta errori in ciò che afferma, unica e infallibile regola nella fede e nell'azione. Sosteniamo anche che la Parola di Dio ha la potenza di realizzare il suo disegno di salvezza. Il messaggio della Bibbia è rivolto alle donne e agli uomini di tutti i tempi, poiché la rivelazione di Dio in Cristo e nella Scrittura non cambia. Per suo mezzo lo Spirito Santo parla ancora oggi. Lo Spirito infatti illumina l'intelligenza del popolo di Dio in qualsiasi cultura esso si trovi affinché sia in grado di cogliere da sé medesimo e in maniera sempre nuova la sua verità; in tal modo lo Spirito mostra continuamente a tutta la Chiesa l'infinitamente varia sapienza di Dio.